# Villa Park (Kalifornija)
Villa Park je grad u američkoj saveznoj državi Kalifornija. Prema popisu stanovništva iz 2010. u njemu je živjelo 5.812 stanovnika.